# Cucullia scrophularivora
Cucullia scrophularivora là một loài bướm đêm trong họ Noctuidae.